# Tvil, håp og kjærlighet
Tvil, håp og kjærlighet är ett musikalbum med Halvdan Sivertsen. Albumet spelades delvis in i Røssnes gamle handelsted i Gildeskål, som ägdes av Sivertsen och hustrun Marit Ellisiv Bakken i 16 år. Ytterligare inspelningar gjordes i Hønsehuset Lydstudio i Bodø i augusti 2001. Albumet utgavs 2001 av skivbolaget Nordaførr AS.

## Låtlista
1. "Tvil, håp og kjærlighet" – 2:14
2. "Sola i desember" – 3:47
3. "Øyan dine" – 4:10
4. "Mayday" – 4:05
5. "Lovise Lind" – 3:38
6. "Benjamin" – 3:34
7. "Samtidig" – 3:10
8. "Skinn han a'" – 3:26
9. "Når bror din fylle 50" – 3:27
10. "Solkommerdag" – 3:27
11. "Nysalta uer" – 3:26
12. "Hvis du går" – 3:27

- Alla låtar skrivna av Halvdan Sivertsen.

## Medverkande
Musiker
- Halvdan Sivertsen – sång, gitarr
- Børge Petersen-Øverleir – gitarr, ukulele, körsång
- Gjermund Silset – kontrabas, basgitarr, körsång
- Rune Mathisen – trummor, percussion, körsång
- Are Simonsen – körsång
- Marit Ellisiv Bakken – körsång (på "Lovise Lind")

Produktion
- Halvdan Sivertsen – musikproducent
- Are Simonsen – musikproducent, ljudtekniker
- Per Arne Brox – omslagsdesign
- Marit Ellisiv Bakken – foto